# Oran socialiste
Oran socialiste var et ugenlig nyhedsavis som blev udgivet i Oran i Algeriet mellem 1928-1939. Avisen Oran socialiste var et organ for French Section of the Workers International (S.F.I.O.) i Oran. Oran socialiste blev grundlagt af Marius Dubois.